# Komitet Centralny Partii Pracy Korei
Komitet Centralny Partii Pracy Korei (kor. 조선로동당 중앙위) – centralna instancja i naczelny organ kształtowania polityki Koreańskiej Republiki Ludowo-Demokratycznej (Korei Północnej). Zatwierdza i kontroluje realizację bieżących kampanii polityczno-ideologicznych, opracowuje i sprawuje pieczę nad polityką i pracą północnokoreańskiego rządu, a także proponuje oraz zatwierdza wszelkie zmiany na najwyższych stanowiskach państwowych KRLD (zarówno cywilnych, jak i wojskowych).

## Funkcjonowanie Komitetu Centralnego Partii Pracy Korei
Skład Komitetu Centralnego jest formalnie wybierany podczas Kongresu Partii Pracy Korei. Obecnie Komitet Centralny liczy 118 członków oraz 105 zastępców. Zgodnie z wewnątrzpartyjnymi regulacjami PPK, Komitet Centralny powinien odbywać spotkania plenarne nie rzadziej, niż co 6 miesięcy. Podczas posiedzeń plenarnych w gronie członków KC dyskutowane są sprawy polityki partii oraz państwa, a także ustalane nominacje na nowych członków Biura Politycznego KC, sekretarzy KC. Ponadto, mają być wówczas wybierani nowi członkowie Komitetu oraz ich zastępcy (kandydaci na członka KC). W odróżnieniu od innych partii komunistycznych i socjalistycznych na świecie, Komitet Centralny nie ma prawa wyboru Generalnego Sekretarza Partii, lecz wyboru tego dokonuje się bezpośrednio na Kongresie.
Formalne obowiązki KC są opisane w artykule 23. Statutu Partii Pracy Korei: „Komitet Centralny zarządza pracą Partii i wszelkimi sprawami organizacyjnymi pomiędzy Kongresami Partii. Komitet Centralny ustanawia monolityczny system ideologiczny dla całej Partii, zajmuje się tworzeniem i realizacją polityk Partii w różnych dziedzinach, dba o podwyższanie rangi i osiągnięć Partii, kontroluje aspekty administracyjne i ekonomiczne na wszystkich szczeblach zarządzania Partią, jest odpowiedzialny za organizację Rewolucyjnych Sił Zbrojnych, reprezentuje Partię w stosunkach z innymi partiami politycznymi w kraju i za granicą, a także rozporządza finansami Partii.”
Punkt 24. Statutu mówi natomiast: „Posiedzenia plenarne Komitetu Centralnego powinny odbywać się nie rzadziej niż raz na sześć miesięcy. Podczas spotkań plenarnych omawia się sprawy ważne z punktu widzenia Partii, dokonuje wyboru Generalnego Sekretarza, sekretarzy oraz członków Biura Politycznego oraz jego Komitetu Stałego, omawia się sprawy organizacyjne Sekretariatu KC oraz wybiera członków gremiów politycznych i wojskowych Partii.”
W praktyce praca Komitetu Centralnego Partii Pracy Korei wygląda inaczej, niż wynika to z wewnątrzpartyjnych regulacji. Spotkania plenarne KC odbywają się o wiele rzadziej, niż powinny według Statutu PPK. Ostatnie, 21. Plenum 6. Komitetu Centralnego (tj. powstałego na 6. Kongresie PPK) odbyło się w grudniu 1993, jeszcze za życia pierwszego dyktatora Korei Północnej, Kim Ir Sena. Ponadto ostatni, 6. Kongres PPK odbył się w październiku 1980. Tym samym wszelkie zmiany w KC faktycznie zatwierdzane są najczęściej nieformalnie, w drodze bezpośrednich, zakulisowych ustaleń najwyższych władz Korei Północnej, lub, jak to miało miejsce w ostatnich latach, podczas Konferencji PPK. Pierwsza od 44 lat, 3. Konferencja odbyła się 28 września 2010, a 11 kwietnia 2012 wiele istotnych decyzji odnośnie do roszad personalnych na szczytach władz KRLD zapadło podczas 4. Konferencji PPK. Konferencje Delegatów PPK mają jednak formalnie nieco inny, niższy status od partyjnych Kongresów.
Historycznie rola Komitetu Centralnego PPK była bardzo silna za rządów Kim Ir Sena, pierwszego przywódcy północnokoreańskiego państwa totalitarnego. Po śmierci Kim Ir Sena w 1994 i przejęciu władzy w KRLD przez jego syna, Kim Dzong Ila, zakres władzy i rola KC w kształtowaniu polityki państwa osłabła, czego oznaką było odejście od organizowania Kongresów Partii w istotnych dla państwa momentach historycznych. Kim Dzong Il najważniejszym ośrodkiem władzy państwowej uczynił nieistniejącą Komisję Obrony Narodowej KRLD. Była to część realizacji polityki opartej na doktrynie Songun, zakładającej o wiele większą niż do tej pory rolę Koreańskiej Armii Ludowej, czyli północnokoreańskiej armii, w kształtowaniu polityki państwa.

## Struktura Komitetu Centralnego PPK
Komitetowi Centralnemu bezpośrednio są podporządkowane trzy gremia: Biuro Polityczne, Komisja Kontroli Partyjnej oraz Sekretariat.
Biuro Polityczne KC (kor. 정치국, według stanu z 28 lipca 2012 liczący 18 członków i 13 zastępców) zarządza sprawami partyjnymi i wprowadza ewentualne zmiany w polityce oraz ideologii państwa pomiędzy spotkaniami plenarnymi Komitetu Centralnego. Szczególnie istotnym elementem politbiura jest jego Komitet Stały (kor. 상임위원회), 4-osobowe (Kim Dzong Un, Kim Yŏng Nam, Choe Yŏng Rim, Ch’oe Ryong Hae – stan z dnia 28 lipca 2012) kolegium stojące na czele Biura. Komitet Stały Biura Politycznego jest najważniejszym politycznie gremium Partii Pracy Korei. Komisja Kontroli Partyjnej (kor. 검열위원회) zajmuje się sprawami związanymi z członkostwem w Partii Pracy Korei, a także rozstrzyga wszelkie spory między członkami PPK i orzeka w sprawach dyscyplinarnych.
Rolą sekretariatu (kor. 비서국) jest koordynacja pracy administracyjnej każdego z kilkunastu wydziałów merytorycznych, będących częścią Komitetu Centralnego. Każdy z sekretarzy (członków Sekretariatu) jest odpowiedzialny za inną dziedzinę polityki (np. Ch’oe T’ae Bok za sprawy zagraniczne). Niekiedy sekretarz może być także szefem wydziału KC (np. obecnie Kim Ki Nam jest dyrektorem Wydziału Propagandy i Agitacji, gdy jednocześnie za to samo odpowiada jako sekretarz).
Organem KC, odpowiedzialnym za zarządzanie sprawami wojskowymi jest Centralna Komisja Wojskowa (kor. 중앙군사위원회), złożona głównie z generałów będących członkami KC. Jest to jedno z dwóch najważniejszych gremiów decyzyjnych KRLD (obok zlikwidowanej Komisji Obrony Narodowej, która znajdowała się poza strukturą KC), sprawujących zwierzchnictwo nad armią.
Kompetencje poszczególnych z kilkunastu wydziałów KC w dużej mierze pokrywają się z resortami rządu KRLD. Ocenia się jednak, że szefowie wydziałów w Komitecie Centralnym posiadają w swoich dziedzinach o wiele większą władzę i możliwości wpływu na politykę państwa, niż ministrowie. Za najważniejszy i najbardziej wpływowy wydział KC uchodzi Wydział Administracyjny (kor. 행정부), którego dyrektorem był Jang Sŏng T’aek (do 2013), członek ścisłej elity rządzącej Koreą Północną.
Organem prasowym Komitetu Centralnego jest gazeta Rodong Sinmun (kor. 로동신문), największy i najważniejszy północnokoreański dziennik.

## Członkowie Komitetu Centralnego i jego organów
- Biuro Polityczne
  - Komitet Stały: Kim Dzong Un, Kim Yŏng Nam, Ch’oe Yŏng Rim, Ch’oe Ryong Hae
  - Członkowie: Kim Dzong Un, Kim Yŏng Nam, Ch’oe Yŏng Rim, Ch’oe Ryong Hae, Kim Kyŏng Hŭi, Kim Jŏng Gak, Pak To Ch’un, Kim Yŏng Ch’un (do 16 sierpnia 2018), Kim Kuk T’ae (do 13 grudnia 2013), Kim Ki Nam, Ch’oe T’ae Bok, Yang Hyŏng Sŏp, Kang Sŏk Ju (do 20 maja 2016), Ri Yong Mu, Hyŏn Ch’ŏl Hae, Kim Wŏn Hong, Ri Myŏng Su
  - Zastępcy członka: Kim Rak Hŭi (do 2013), O Kŭk Ryŏl, Kim Yang Gŏn (do 29 grudnia 2015), Kim Yŏng Il, T’ae Jong Su, Kim P’yŏng Hae, Mun Kyŏng Dŏk, Kwak Pŏm Gi, Kim Ch’ang Sŏp, Ro Tu Ch’ŏl, Ri Pyŏng Sam, Jo Yŏn Jun, Ju Kyu Ch’ang
- Sekretariat
  - „Wieczny Generalny Sekretarz”: Kim Dzong Il (zm. w grudniu 2011)[1]
  - Pierwszy Sekretarz KC PPK: Kim Dzong Un[1]
  - Członkowie: Kim Ki Nam, Ch’oe T’ae Bok, Ch’oe Ryong Hae, Mun Kyŏng Dŏk, Pak To Ch’un, Kim Yŏng Il, Kim Yang Gŏn (do 2015), Kim P’yŏng Hae, T’ae Jong Su, Kim Kyŏng Hŭi, Kwak Pŏm Gi
- Centralna Komisja Wojskowa
  - Przewodniczący: mar. Kim Dzong Un
  - Wiceprzewodniczący:  wicemar. Ch’oe Ryong Hae, wicemar. Hyŏn Yŏng Ch’ŏl (do 2015)
  - Członkowie:  wicemar. Kim Yŏng Ch’un, wicemar. Kim Jŏng Gak, gen. Kim Myŏng Guk (do 2016), gen. Kim Kyŏng Ok, gen. Kim Wŏn Hong, gen. Jŏng Myŏng Do, gen. Ri Pyŏng Ch’ŏl, gen. Ch’oe Pu Il, gen. Kim Yŏng Ch’ŏl, gen. Yun Jŏng Rin, gen. płk. Ju Kyu Ch’ang, gen. płk. Ch’oe Sang Ryŏ, gen. płk. Ch’oe Kyŏng Sŏng, gen. U Tong Ch’ŭk, gen. Jang Sŏng T’aek (do 2013), wicemar. Hyŏn Ch’ŏl Hae, gen. Ri Myŏng Su, gen. por. Kim Rak Gyŏm
- Centralna Komisja Kontroli Partyjnej, ul. Changgwan
  - Przewodniczący: Kim Kuk T’ae (do 2013)
  - 1. Wiceprzewodniczący: Jŏng Myŏng Hak
  - Wiceprzewodniczący: Ri Tŭk Nam
  - Członkowie: Ch’a Kwan Sŏk, Pak Dŏk Man, Ch’a Mu Gil, Kim Yong Sŏn
- Członkowie Komitetu Centralnego Partii Pracy Korei (118 osób)

Kang Nŭng Su, Kang Dong Yun, Kang Sŏk Ju (do 2016), Kang Yang Mo, Kang P'yo Yŏng, Ko Pyŏng Hyŏn, Kwak Pŏm Gi, Kim Kuk T’ae (do 2013), Kim Kyŏng Ok, Kim Kyŏng Hŭi, Kim Ki Nam, Kim Ki Ryong (do 2017), Kim Rak Hŭi, Kim Myŏng Guk (do 2016), Kim Pyŏng Ryul, Kim Pyŏng Ho, Kim Sŏng Dŏk, Kim Song Ch’ŏl, Kim Yang Gŏn, Kim Yŏng Nam, Kim Yŏng Il, Kim Yŏng Ch’ŏl, Kim Yŏng Ch’un (do 2018), Kim Yong Jin, Kim Wŏn Hong, Kim In Sik, Kim Jŏng Gak, Kim Dzong Suk, Kim Dzong Un, Kim Jŏng Im, Kim Ch’ang Sŏp, Kim Ch’ŏl Man, Kim Ch’un Sam, Kim T’ae Bong, Kim P’yŏng Hae, Kim Hyŏng Ryong, Kim Hyŏng Sik, Kim Hi T’aek, Ryang Man Gil, Ryŏ Ch’un Sŏk, Ro Tu Ch’ŏl, Ro Pae Gwŏn, Ryu Yŏng Sŏp, Ri Ryong Nam, Ri Man Gŏn, Ri Myŏng Su, Ri Mu Yŏng, Ri Pyŏng Sam, Ri Pyŏng Ch’ŏl, Ri Pong Dŏk, Ri Pong Juk, Ri Yŏng Gil, Ri Yŏng Su, Ri Yong Mu, Ri Yong Ch’ŏl, Ri Yong Hwan, Ri Ŭl Sol, Ri T’ae Nam, Ri Hyŏng Gŭn, Ri Hi Hŏn, Rim Kyŏng Man, Mun Kyŏng Dŏk, Pak Kwang Ch’ŏl, Pak To Ch’un, Pak Myŏng Ch’ŏl, Pak Su Gil, Pak Sŭng Wŏn, Pak Ŭi Ch’un, Pak Jae Gyŏng, Pak Jong Gŭn, Pak T’ae Dŏk, Paek Se Bong, Pyŏn Yŏng Rip, Pyŏn In Sŏn, Sŏng Ja Rip, An Jŏng Su, Yang Tong Hun, Yang Hyŏng Sŏp, O Kŭk Ryŏl, O Kŭm Ch’ŏl, O Su Yong, O Il Jŏng, U Tong Ch’ŭk, Yun Tong Hyŏn, Yun Jŏng Rin, Jang Pyŏng Gyu, Jang Ch’ŏl, Jŏn Kil Su, Jŏn Ryong Guk, Jŏn Pyŏng Ho, Jŏn Jin Su, Jŏn Ch’ang Bok, Jŏn Ha Ch’ŏl, Jŏn Hŭi Jŏng, Jŏng Myŏng Do, Jŏng In Guk, Jŏng Ho Gyun, Jo Kyŏng Ch’ŏl, Jo Pyŏng Ju, Ju Kyu Ch’ang, Ju Yŏng Sik, Ch’a Sŭng Su, Ch’ae Hŭi Jŏng, Ch’oe Kyŏng Sŏng, Ch’oe Ryong Hae, Ch’oe Pu Il, Ch’oe Sang Ryŏ, Ch’oe Yŏng Dŏk, Ch’oe Yŏng Rim, Ch’oe T’ae Bok, Ch’oe Hŭi Jŏng, T’ae Jong Su, Han Kwang Bok, Han Dong Gŭn, Hyŏn Yŏng Ch’ŏl (do 2015), Hyŏn Ch’ŏl Hae, Hong In Bŏm
- Zastępcy Członka Komitetu Centralnego Partii Pracy Korei (105 osób)

Kang Kwan Il, Kang Kwan Ju, Kang Ki Sŏp, Kang Min Ch’ŏl, Kang Hyŏng Pong, Ko Su Il, Kwŏn Hyŏk Pong, Kim Kyŏk Sik, Kim Kye Gwan, Kim Tong Ŭn, Kim Tong I, Kim Tong Il (I), Kim Tong Il (II), Kim Myŏng Sik, Kim Pyŏng Hun, Kim Pong Ryong, Kim Yŏng Su, Kim Yŏng Jae, Kim Yŏng Ho, Kim Yong Gwang, Kim U Ho, Kim Ch’ang Myŏng, Kim Ch'ŏn Ho, Kim Ch’ung Gŏl, Kim T’ae Mun, Kim Hŭi Yŏng, No Kwang Ch’ŏl, Tong Yŏng Il, Tong Jŏng Ho, Ryŏn In Yun, Ro Kyŏng Jun, Ro Sŏng Sil, Ryu Kyŏng, Ri Guk Jun, Ri Ki Su, Ri Myŏng Gil, Ri Min Ch’ŏl, Ri Sang Gŭn, Ri Sŏng Kwŏn, Ri Su Yong, Ri Yong Ju, Ri Yong Ho, Ri Il Nam, Ri Jae Il, Ri Je Sŏn, Ri Jong Sik, Ri Ch'an Hwa, Ri Ch’ang Han, Ri Ch’ŏl, Ri Ch’un Il, Ri T’ae Sŏp, Ri T’ae Ch’ŏl, Ri Hong Sŏp, Ri Hi Su, Pak Ri Sun, Pak Pong Ju, Pak Ch’ang Bŏm, Paek Kye Ryong, Paek Ryong Ch'ŏn, Sŏ Tong Myŏng, Son Ch'ŏng Nam, Song Kwang Ch’ŏl, Sin Sŭng Hun, An Tong Ch’un, Yang In Guk, O Ch’ŏl San, Jang Myŏng Hak, Jang Yong Gŏl, Jang Ho Ch'an, Jŏn Kyŏng Sŏn, Jŏn Kwang Rok, Jŏn Sŏng Ung, Jŏn Ch’ang Rim, Jŏng Myŏng Hak, Jŏng Pong Gŭn, Jŏng Pong P'il, Jŏng Un Ha, Jo Sŏng Hwan, Jo Yŏng Ch’ŏl, Jo Jae Yŏng, Ji Jae Ryong, Cha Kyŏng Il, Ch’a Yong Myŏng, Ch’a Jin Su, Ch’oe Kwan Jun, Ch’oe Ki Ryong, Ch’oe Tae Il, Ch’oe Pong Ho, Ch’oe Yŏng Do, Ch’oe Yong, Ch’oe Ch'an Gŏn, Ch’oe Ch’un Sik, Ch’oe Hyŏn, T’ae Hyŏng Ch’ŏl, Han Ch’ang Nam, Han Ch’ang Sun, Han Hŭng P'yo, Hŏ Sŏng Gil, Hyŏn Sang Ju, Hong Kwang Sun, Hong Sŏ Hŏn, Hong Sŭng Mu, Hwang Pyŏng Sŏ, Hwang Sun Hŭi, Hwang Hak Wŏn

## Wydziały Komitetu Centralnego oraz instytucje afiliowane przy KC
- Sekretariat I Sekretarza, Osobisty Sekretariat Kim Dzong Una, ul. Changgwan/ul. Sosong[a]
- Wydział Organizacyjno-Instruktażowy (kor. 조직지도부), ul. Changgwan[b]
  - Dyrektor: wakat
  - 1. Wicedyrektorzy: Kim Kyŏng Ok (odpowiedzialna za sprawy wojskowe), Jo Yŏn Jun (odpowiedzialny za sprawy ogólnopartyjne)
  - Wicedyrektorzy: Kim In Gŏl, gen. płk. Hwang Pyŏng Sŏ
    - Biuro Spraw Wewnętrznych Partii
    - Biuro Spraw Ogólnych
    - Biuro Skarg
    - Biuro Instruktażu Terenowego
    - Biuro Rejestracji Członkostwa
- Wydział Kadr, ul. Haebangsan
- Wydział Propagandy i Agitacji (kor. 선전선동부), ul. Changgwan
  - Dyrektor: Kim Ki Nam
  - 1. Wicedyrektor: Ri Jae Il
  - Wicedyrektorzy: Kwŏn Hyŏk Pong, Song Gi Jak, Ri Ch’un Gu
- Wydział Administracyjny (kor. 중앙위원회의 관리 부서), ul. Changgwan[c]
  - Dyrektor: Jang Sŏng T’aek (do 2013)
  - Wicedyrektorzy: wakat
- Wydział Międzynarodowy (kor. 국제부), ul. Kumsong 
  - Dyrektor: Kim Yŏng Il
  - Wicedyrektorzy: Rim Sun P'il, Pak Kyŏng Sŏn, Kim Mun Gyŏng, Kim Sŏng Nam, Pak Gŭn Kwang, Ri Yŏng Ch’ŏl
- Wydział Zarządzania (kor. 간부부), ul. Kumsong 
  - Dyrektor: Kim P’yŏng Hae
- Wydział Organizacji Pracowniczych (kor. 근로단체부)[d]
  - Dyrektor: Ri Yŏng Su
  - Wicedyrektor: Ryu Man Yong
- Wydział Przemysłu Obronnego (kor. 기계공업부), ul. Changgwan[e]
  - Dyrektor: Ju Kyu Ch’ang
- Wydział Planowania Budżetowego
  - Dyrektor: Kwak Pŏm Gi
- Wydział Przemysłu Lekkiego (kor. 경공업부), ul. Changgwan
  - Dyrektor: Pak Pong Ju
- Wydział Nauki i Techniki (kor. 과학교육부)
  - Dyrektor: Ch’oe Hŭi Jŏng
  - Wicedyrektor: Ryu Jae Yŏng
- Wydział Wojskowy (kor. 군사부), ul. Changgwan
  - Dyrektor: Gen. płk. O Il Jŏng
- Wydział Zjednoczonego Frontu (kor. 통일전선부장), ul. Kumsong[f]
  - Dyrektor: Kim Yang Gŏn
  - Wicedyrektorzy: Kim In Sam, An Kyŏng Ho, Ryu Yŏng Sŏn, Wŏn Tong Yŏn
- Wydział Obrony Cywilnej[g]
  - Dyrektor: Kim Yŏng Ch’un
- Wydział Ogólny (kor. 총무부), ul. Changgwan
  - Dyrektor: T’ae Jong Su
- Instytut Badań nad Historią Partii (kor. 당역사연구소), ul. Changgwan
  - Dyrektor: Kim Jŏng Im
- Archiwum KC (문서정리실)
  - Dyrektor: Ch’ae Hŭi Jŏng
- Rodong Sinmun, organ prasowy KC) (kor. 로동신문), ul. Haebangsan (해방산거리)
  - Redaktor Naczelny: Kim Ki Ryong (do 2017)
- Wyższa Szkoła Partyjna im. Kim Ir Sena (더 높은 파티 학교), ul. Wieży Idei Dżucze/Juche Tower Street
- Biuro 35, ul. Changgwan[h]
- Biuro 38, ul. Changgwan[i]
- Biuro 39 (kor. 삼십구호실), ul. Changgwan[j]

## Siedziba
Oficjalna siedziba KC PPK mieści się przy pl. Kim Ir Sena (kor. 김일성광장), zaś szereg wydziałów w innych częściach miasta, m.in. nieopodal (ok. 2 km) w kompleksie KC nazywanym też „zakazanym miastem” (kor. 자금성) przy ul. Changgwan (kor. 창광로/ hancha: 蒼光路) w dzielnicy Chung (kor. 중구역) – Wydział Organizacyjny, Wydział Propagandy i Agitacji, Centralna Komisja Kontroli, Instytut Historii Partii, Wydział Administracyjny, Biuro 35, Biuro 38, Biuro 39, Wydział Przemysłu Lekkiego, Wydział Przemysłu Obronnego, Wydział Wojskowy, Wydział Ogólny, Sekretariat I Sekretarza wraz z rezydencją Kim Dzong Una, klinika rodziny Kim; oraz przy ul. Kumsong (kor. 금성거리/ hancha: 金城通) (ok. 5 km) w kompleksie KC Moranbong (kor. 모란봉구역) w dzielnicy o tej samej nazwie – Wydział Zjednoczonego Frontu, Wydział Międzynarodowy, Wydział Zarządzania, i szereg agend Wydziału Propagandy i Agitacji.